# Azobé
Lophira alata
Espèce
Classification phylogénétique
Statut de conservation UICN

 VU A1cd : Vulnérable
L'azobé (Lophira alata) est une espèce de plantes à fleurs de la famille des Ochnaceae. C'est un arbre croissant dans les forêts équatoriales d'Afrique et exploité pour son bois imputrescible.

## Noms vernaculaires
Bongossi, Bakoundou (Cameroun), Bois de fer (Congo), Kakou (Ghana), Esore (Côte d'Ivoire), Aba (Nigeria), Endwi (Sierra Leone), Monkole (RDC), Malanga (en Poular, Guinée)

## Distribution
C'est une espèce originaire d'Afrique subsaharienne : Cameroun, Guinée équatoriale, Guinée Conakry, Gabon, République démocratique du Congo, République du Congo, Côte d'Ivoire, Ghana, Liberia, Nigeria, Sierra Leone, République centrafricaine.

## Conservation
L'espèce est menacée par la surexploitation et la déforestation. Au Cameroun, cependant, c'est une espèce pionnière qui se régénère facilement.
C'est un bois très dense dont la masse volumique pour une humidité de 12 % est de 1 070 kg/m3 en moyenne. Dans la pratique, ce bois perd et reprend difficilement de l'humidité, il ne jouera donc pas sous l'influence des variations saisonnières de l'humidité ambiante. Le séchage artificiel en deçà de 25 % d'hygrométrie n'est pas conseillé compte tenu des risques élevés de déformations et donc des pertes importantes que cela entraîne (point de saturation des fibres autour de 32 %). Les bois frais de sciage ont une hygrométrie d'environ 40 %.

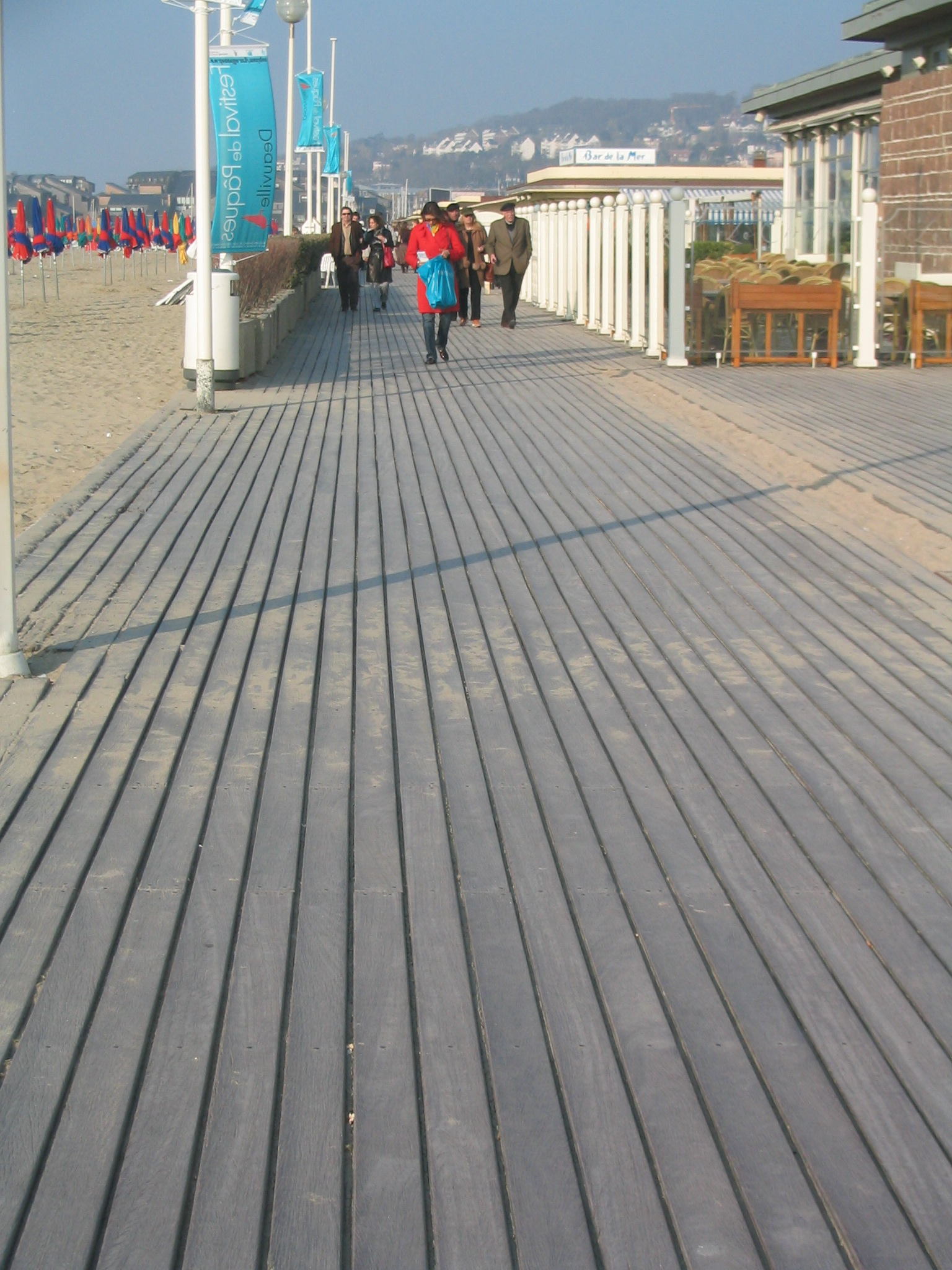
Utilisation de l'azobé pour les célèbres Planches de Deauville en 1923.

### Résistance mécanique
L'azobé présente d'excellentes résistances mécaniques :
- résistance élevée en cisaillement longitudinal ;
- bonne résistance en cohésion transversale ;
- résistance en cohésion axiale élevée ;
- forte résistance en compression de fil (valeur C/100D élevée) ;
- bonne résistance aux chocs. En flexion statique, les résistances unitaires, même rapportées à la densité sont fortes et la cote de raideur montre que l'azobé est un bois élastique ;
- dureté très élevée (10 sur l'échelle de Chalais-Meudon[1]).

### Durabilité
À l'égard des insectes, le bois d'azobé, y compris le bois de transition, est très résistant vis-à-vis des termites, des lyctus et autres insectes du bois sec.
La résistance de l'azobé aux organismes térébrants marins est satisfaisante dans les eaux froides et tempérées mais médiocre dans les lagunes saumâtres (milieu favorable aux tarets).
Il a également une excellente durabilité vis-à-vis des attaques de champignons et des pourritures.
Il résiste à l'usure, aux acides et aux bases. Dans des conditions normales d'utilisation, sa durabilité est de 25 ans minimum. (classe IV)
L'azobé est traditionnellement utilisé pour les plinthes de parc à vache, crèches, il est en effet très résistant à l'urine. Il est également utilisé comme traverse de chemin de fer dans les applications les plus sévères. Ce serait également le bois utilisé - sous forme de piquets carrés d'environ 10 cm de côté et 2 à 6 m de haut - par les ostréiculteurs, sur les côtes de la Manche, baie de Somme, Noirmoutier et Bretagne, notamment Morbihan, Côtes Armor et Ille-et-Vilaine.

## Synonyme
- Lophira procera A.Chev.